# Shake Your Soul
Shake Your Soul è il primo album in studio dei Baton Rouge, uscito nel 1990 per l'etichetta discografica Atlantic Records.

## Tracce
1. Doctor (Bulen, Keeling, Pepe, Ponti) 3:44
2. Walks Like A Woman (Bulen, Keeling, Ponti) 3:54
3. Big Trouble (Bulen, Keeling, Pepe, Ponti) 3:24
4. It's About Time (Keeling, Ponti) 3:58
5. Bad Time Comin' Down (Bulen, Keeling, Ponti) 3:54
6. The Midge [strumentale] (Bulen) 0:57
7. Baby's So Cool (Bulen, Keeling, Pepe, Ponti) 3:38
8. Young Hearts (Bulen, Keeling, Pepe, Ponti) 4:15
9. Melenie (Bulen, Pepe, Ponti) 3:37
10. There Was a Time (The Storm) (Kyle, Keeling, Ponti) 4:11
11. Hot Blood Movin' (Bulen, Keeling, Pepe, Ponti) 3:30
12. Spread Like Fire (Bulen, Keeling, Ponti) 3:16

## Formazione
- Kelly Keeling - voce, chitarra
- Lance Bulen - chitarra, cori
- David Cremin - tastiere, chitarra, cori
- Scott Bender - basso, cori
- Corky McClellan - batteria, percussion, cori

### Altri musicisti
- Bobby Gordon - tastiere
- Randy Cantor - tastiere
- Joe Franco - batteria
- Frankie LaRocka - percussioni